# East Waterford
East Waterford es un lugar designado por el censo ubicado en el condado de Juniata en el estado estadounidense de Pensilvania. En el año 2010 tenía una población de 196 habitantes y una densidad poblacional de 196 personas por km².

## Geografía
East Waterford se encuentra ubicado en las coordenadas 40°22′14″N 77°36′15″O / 40.37056, -77.60417. Según la Oficina del Censo de los Estados Unidos, East Waterford tiene una superficie total de 0,37 mi² (1 km²), de la cual 0,37 mi² (1 km²) corresponden a tierra firme y 0 mi² (0 km²) es agua.

## Demografía

### Censo de 2000
En el año 2000 tenía una población de 185 habitantes y una densidad poblacional de 310 personas por km².
Según la Oficina del Censo en 2000 los ingresos medios por hogar en la localidad eran de $28,333 y los ingresos medios por familia eran $37,750. Los hombres tenían unos ingresos medios de $27,500 frente a los $26,750 para las mujeres. La renta per cápita para la localidad era de $13,456. Alrededor del 16.3% de la población estaba por debajo del umbral de pobreza.